# イーゴリ・コンスタンチノヴィチ
イーゴリ・コンスタンチノヴィチ（ロシア語: Игорь Константинович, ラテン文字転写: Igor Constantinovich, 1894年6月10日 - 1918年7月18日）は、ロシア帝国の皇族、ロシア公。ロシア大公コンスタンチン・コンスタンチノヴィチと、その妻エリザヴェータ・マヴリキエヴナとの間の第6子。ニコライ1世の曾孫。

## 生涯
イーゴリは優しい性格で、多くの人々に好かれていた。また、劇作家だった父の影響で演劇にも興味を持っていた。イーゴリは騎兵学校を卒業後はサンクトペテルブルク帝国陸軍大学に進んだ。第一次世界大戦が勃発するとイズマイロフスキー連隊の連隊長に任じられ、戦功を立てて勲章を授与された。しかし、1915年に胸膜炎にかかり肺を病んでしまい、戦場に戻っても咳や吐血が止まらず、歩くこともままならなかった。
1918年4月4日、イーゴリはボリシェヴィキ政府の命令でウラル山脈に連行され、7月18日にアラパエフスク近郊の坑道内で、長兄イオアン、三兄コンスタンチン、又従弟ウラジーミル・パーリィら親族や友人たちと共に処刑された。遺体は北京の正教会墓地に埋められたが、その墓地は1986年に公園を造るために破壊された。